# Stephen Kasprzyk
Stephen Kasprzyk (Willingboro, 14 de febrero de 1982) es un deportista estadounidense que compitió en remo.
Ganó una medalla de bronce en el Campeonato Mundial de Remo de 2013, en la prueba de ocho con timonel. Participó en dos Juegos Olímpicos de Verano, Londres 2012 y Río de Janeiro 2016, ocupando en ambas ocasiones el cuarto lugar en el ocho con timonel.

## Palmarés internacional
| Campeonato Mundial | Campeonato Mundial      | Campeonato Mundial | Campeonato Mundial |
| Año                | Lugar                   | Medalla            | Prueba             |
| ------------------ | ----------------------- | ------------------ | ------------------ |
| 2013               | Chungju (Corea del Sur) | Medalla de bronce  | Ocho con timonel   |